# Francisco del Puerto
Francisco del Puerto fue un grumete de la expedición de Juan Díaz de Solís al Río de la Plata. Su apellido parece provenir de su procedencia, El Puerto de Santa María.

## Biografía
No se conocen datos sobre su vida en España. El 8 de octubre de 1515 se embarcó como grumete en la expedición mencionada, que partió del puerto de Sanlúcar de Barrameda con tres navíos.
A principios de febrero de 1516 las naves entraron al Río de la Plata, una enorme extensión de agua dulce que configura el estuario de los ríos Paraná y Uruguay, confundiéndolo con un brazo de mar por lo que fue llamado Mar Dulce.
Díaz de Solís exploró el estuario con una carabela chica en busca del paso hacia el mar del Sur, navegando frente al río de los Patos (posiblemente el río Santa Lucía) hasta hacer escala en la isla Martín García, que bautizó así porque allí tuvo que sepultar al despensero de ese nombre, fallecido a bordo de la carabela.
Del Puerto desembarcó junto al capitán y otros seis tripulantes en la costa oriental del río (exactamente donde hoy es Nueva Palmira, Uruguay) donde habían avistado indígenas. Allí fueron emboscados por los nativos quienes, tras una andanada de flechas, asesinaron a los españoles ante la impotencia de sus compañeros embarcados, descuartizándolos y devorándolos luego. Solo Francisco del Puerto quedó con vida, quizás por su juventud ya que el canibalismo ritual imponía comer solo a los guerreros, dejando vivos a niños y mujeres.

... Juan Díaz de Solís quiso en todo caso ver qué gente era esta y tomar algún hombre para traer a Castilla. Salió a tierra con los que podían caber en la barca; los indios que tenían emboscados muchos flecheros, cuando vieron a los castellanos, algo desviados de la Mar, dieron en ellos y rodeando los mataron sin que aprovechase el socorro de la artillería de la carabela, y tomando a cuestas los muertos y apartándolos de la ribera hasta donde los del navío los podían ver, cortando las cabezas, brazos, y pies asaban los cuerpos enteros y se los comían.
Relación de Herrera

Más tarde se atribuyó esta acción a gentes de la etnia charrúa pero, dado que el canibalismo no figuraba entre sus costumbres, es posible que fuesen guaraníes (más específicamente chandules) que moraban en la costa occidental o navegaban por las islas cercanas.
También existe la teoría de un posible motín por parte de los marinos. Estos mataron a Solís y volvieron a España, contando una historia que culpaba a los indios. Esta teoría fue rechazada por el historiador Lincoln Maiztegui Casas porque ninguno de los marinos implicados cambío su versión de los hechos posteriormente, como solía suceder en estos casos.
Muerto Solís, asumió el mando su cuñado Francisco de Torres. Y las naves, sin intentar rescatar a Francisco del Puerto, regresaron inmediatamente al mar, para volver a España. En el viaje de retorno una de las carabelas naufragó frente a Santa Catalina quedando algunos marineros en la costa, entre ellos Melchor Ramírez y Enrique Montes.
El joven grumete fue bien tratado por los indígenas, incorporado a la parcialidad local y vivió con ellos más de diez años. En ese lapso tuvo contacto con la expedición portuguesa de Cristóvão Jacques.
En 1527, arribó al lugar la expedición española del veneciano Sebastián Caboto, y Francisco se unió a ellos y les contó acerca de las fabulosas riquezas de plata que podían encontrarse en una lejana serranía, ubicada aguas arriba del Paraná. Esta noticia, junto a las recibidas de Ramírez y Montes recogidos con anterioridad en Santa Catalina, movieron a Caboto a intentar la exploración de ese río.
Francisco del Puerto acompañó al veneciano como intérprete y estuvo con él en la fundación del fuerte Sancti Spiritus. 
Según las crónicas, continuó su tarea como lenguaraz hasta llegar a la región del Pilcomayo donde colaboró con los indígenas en un ataque por sorpresa contra los españoles.
El autor brasileño Eduardo Bueno relata que la gente de Caboto remontó el Paraná hasta donde hoy está Posadas y allí fundaron el Fuerte Santa Ana que fue entregado por Francisco del Puerto a los guaraníes que lo tomaron y aniquilaron. Dean Funes relata que Caboto remontó el Paraná hasta los rápidos de Yacireta. En ambos relatos figura que Caboto verificó que estaba yendo hacia el oriente y no hacía occidente donde estaban las sierras de plata por lo que volvió a la confluencia de los ríos Paraná y Paraguay y remontó este último.
Su rastro se pierde, no existe documentación que lo vuelva a mencionar, ignorándose si regresó a España o si permaneció en América.

## Novelas históricas
La historia novelada de Francisco del Puerto fue recogida en los libros El entenado (1985) de Juan José Saer, así como en El grumete Francisco del Puerto de Gonzalo Enrique Mari (ISBN 987-1027-95-8) y En el campo las espinas de María Esther de Miguel. El escritor uruguayo Marcos Salaberry le dedica un capítulo, «El primer criollo», en el libro de cuentos "Historias de gurises".